# Gare de Conflans-Sainte-Honorine
Gare de Conflans-Sainte-Honorine vasútállomás Franciaországban, Conflans-Sainte-Honorine településen.

## Vasútvonalak
Az állomást az alábbi vasútvonalak érintik:
- Párizs-Saint-Lazare-Mantes-Station via Conflans-Sainte-Honorine-vasútvonal

## Kapcsolódó állomások
A vasútállomáshoz az alábbi állomások vannak a legközelebb:
- Gare d’Éragny - Neuville (Gare de Gisors, Transilien J vonal)
- Gare d’Herblay (Paris Gare Saint-Lazare, Transilien J vonal)
- Gare de Conflans-Fin-d'Oise (Gare de Mantes-la-Jolie, Transilien J vonal)